# 1979 en chimie
Cet article présente les faits marquants de l'année 1979 en chimie.

## Évènements
- 11e Olympiades Internationales de Chimie, organisées à Leningrad en Union soviétique du 2 juillet au 11 juillet[1].
- Feodor Lynen devient président de l'Union internationale de biochimie jusqu'en 1979, remplacé par Harland G. Wood[2].
- Harland G. Wood devient président de l'Union internationale de biochimie jusqu'en 1985[2].
- La réaction de Suzuki est publiée pour la première fois Akira Suzuki (鈴木章) (qui a reçu le prix Nobel de chimie en 2010 pour cette découverte) et Norio Miyaura (宮浦憲夫)[3],[4].

## Prix
- Prix Nobel de chimie : Herbert C. Brown et Georg Wittig pour les progrès apportés, par leurs travaux respectifs, sur les composés du bore et du phosphore, aux méthodes de la synthèse organique[5].
- Prix Wolf de chimie : Herman Mark « pour ses contributions à la compréhension de la structure et du comportement de polymères synthétiques et naturelles »[6].
- Prix Procter & Gamble : Arthur W. Adamson[7]
- Prix Anselme-Payen : Kyosti Sarkanen[8]
- Médaille Garvan-Olin : Jenny Glusker[9]
- Prix Ernest-Guenther : James A. Marshall[10]
- ACS Award in Pure Chemistry : Henry F. Schaefer III[11]
- Prix Irving-Langmuir : Donald S. McClure[12]
- Médaille Priestley : Glenn T. Seaborg[13],[14],[15]
- Médaille Davy : Joseph Chatt en reconnaissance de ses contributions remarquables à la chimie des métaux de transition et à la compréhension de la catalyse impliquant des molécules ligantes telles que les oléfines ou le diazote[16],[17].
- Grand prix Pierre-Süe : Maurice Maurin[18]
- Grand prix Achille-Le-Bel : Pierre Sinaÿ[19]
- Claude S. Hudson Award in Carbohydrate Chemistry : Arthur S. Perlin[20]
- Médaille William-H.-Nichols : Choh Hao Li[21]

## Décès
- 19 mars : Ida Rolf (né en 1896), biochimiste américaine.
- 2 mai : Giulio Natta (né en 1903), chimiste italien, prix Nobel de chimie en 1963.
- 3 mai : Marcel Florkin (né en 1900), biochimiste belge.
- 8 juillet : Robert Burns Woodward (né en 1917), chimiste américain, prix Nobel de chimie en 1965.
- 16 juillet : Léo Marion (né en 1899), chimiste et professeur canadien.
- 6 août : Feodor Lynen (né en 1911), biochimiste allemand, prix Nobel de physiologie ou médecine en 1964.
- 12 août : Ernst Boris Chain (né en 1906), biochimiste allemand naturalisé britannique, prix Nobel de physiologie ou médecine en 1945.
- 11 octobre : Andreï Markov (né en 1903), mathématicien, physicien et chimiste russe.